# Бурлуцкий, Иаков Петрович
Иаков Петрович Бурлуцкий (1819 — 28.09.1886, Пенза) — протоиерей, писатель, педагог, церковный историк, первый редактор журнала «Пензенские епархиальные ведомости».

### Биография
Протоиерей Иаков Бурлуцкий родился в 1819 году в семье в семье диакона Покровской церкви села Паны Наровчатского уезда Петра Иванова. Матерью будущего профессора стала Ксения Васильевна Акимова, дочь дьячка с. Дракино Спасского уезда Тамбовской губернии. Иаков родился первым сыном в семье, старше его на 7 лет была сестра Евдокия, затем еще появились на свет брат Тихон в 1820 г., сестра Надежда в 1822 г., Василий в 1828 г. и Александра в 1835 г. Несмотря на то, что сохранились метрические книги Покровской церкви села Паны за 1818—1820 годы, записи о рождении сына Якова в семье диакона там нет, поэтому год и место его рождения устанавливаются на основании косвенных сведений.

#### О происхождении фамилии Бурлуцких
Дед и отец Иакова Петровича писались в клировых ведомостях Иваном Васильевым и Петром Ивановым. Фамилия «Бурлуцкий» у их потомков появляется при поступлении в духовные учебные заведения. Этимологическое значение слова «бурлук» тюркского происхождения — осадок грязной воды. Это название места, а не «говорящая» фамилия, характерная для воспитанников духовных заведений. Таковая — Парнасский — была у младшего брата Якова Тихона. Возможно, корни семьи уходят в село Бурлук Камышинского уезда Саратовской губернии (ныне Котовский район Волгоградской области). Эта территория входила в Пензенскую и Саратовскую епархию. В Пензе в первой половине XIX века был известен священник Петропавловской церкви и благочинный, протоиерей Маркелл Антонович Бурлуцкий (1784—1866). Несмотря на то, что время их активной деятельности и известности частично совпадает, пока не обнаружено никаких свидетельств об их контактах и родственных связях.

#### Семья. Детство и юность
Отец Иакова Петровича Бурлуцкого священник Петр Иванов прослужил в церкви более 30 лет, ни разу не получив ни одной награды или поощрения (архипастырское благословение, набедренник, скуфья и т. п.) и значительную часть времени находясь в штрафной ведомости, под судами и следствиями. Часто менялись и места его службы: села Наровчатского, Краснослободского, Мокшанского, Саранского уездов.
В 1814 году Петр Иванов, 21 году, был определен к Покровской церкви села Паны Наровчатского уезда дьячком с посвящением в стихарь, в 1815 году произведен во диакона. В это время он уже был женат и имел маленькую дочь. 26 августа 1820 года рукоположен во священника и переведен в село Самаевку того же уезда, где в декабре 1819 года умер священник Алексей Макаров. Образование отца Петра было минимальным: «В семинарии не обучался, катехизис знает, поучение читает, в уставе сведущ, по нотам петь умеет». В последующем отмечалось: «Учение и пение хорошо, катехизис недостаточно», а то и вовсе: «Чтение и пение добропорядочно, катехизиса не знает». Детство будущего профессора прошло здесь и в селе Синдорово Краснослободского уезда, куда отец его был перемещен 14 марта 1829 года первым священником. Сюда Петр Иванов попал, находясь под эпитимьей и следствием. Он был удален с прихода за излишние поборы с прихожан при требоисправлении.
В 1834 году начался десятилетний период учения Иакова Петровича: в Пензенской духовной семинарии (1834—1840), в Московской духовной академии (1840—1844), после которого он возвращается в Пензу наставником в семинарию. О его учении в Пензенской духовной семинарии можно судить по спискам учащихся, где он по всем наукам идет в первом разряде с характеристиками «занимался и успел отлично хорошо», «способностей, прилежания и успехов весьма хороших».

#### Учеба
В 1844 году отец Иаков заканчивает Московскую духовную академию по первому разряду. Это свидетельство огромного трудолюбия. При составлении разрядного списка студентов принимались во внимание их успехи, то есть оценки за переводные испытания, сочинения, проповеди и поведение, полученные в течение всего периода академического образования.
В 1844 году Московскую духовную академию закончили 58 студентов, из них магистрами 23 человека. Вероятно, магистерское сочинение «О таинстве покаяния» Бурлуцкий досылал уже из Пензы, почему ученую степень получил через год после окончания академии, 26 октября 1845 года. Магистерский крест на Бурлуцкого был возложен 28 сентября 1848 года. Этот «академический крест» полагался только ученому духовенству, то есть для получения права на его ношение необходимо быть священником. Яков Петрович был рукоположен во священника градской Никольской церкви с оставлением при профессорской должности 20 июля 1848 года.

#### Служба в Пензенской семинарии
Вся дальнейшая жизнь протоиерея Иакова Бурлуцкого была посвящена Пензенской духовной семинарии, где он прослужил более 40 лет, с октября 1844 до октября 1885 года. Но его преподавательская деятельность началась еще в выпускном классе пензенской семинарии. В клировых ведомостях с. Монастырское на 1839 год записано: «Яков Бурлуцкий, 22 года, обучается в пензенской семинарии в высшем отделении и занимает место оной же семинарии в риторическом классе должность учителя на греческом языке».
Его первой должностью был наставник физики и математики в низшем отделении семинарии. В 1845 году он в том же отделении переведен на преподавание словесности и назначен помощником инспектора. Исполнял эту должность 8 лет, из них три с половиной года «безмездно», то есть без оплаты. Также «безмездно» он около года исправлял должность инспектора семинарии, часто заменял отсутствующих преподавателей, проявляя при этом «добрую попечительность об образовании воспитанников». Был он и библиотекарем (1852—1854), и экономом (1854—1857), а в 1858 году, по представлению Казанского академического правления, утвержден Святейшим Синодом в должности инспектора семинарии. Таким образом, протоиерей Иаков Бурлуцкий прослужил 41 год в учительской должности и более 26 лет в инспекторской, несколько раз исправляя должность ректора семинарии. В отпуске был два раза: 20 дней в июле 1855 года брал для поездки на богомолье в Саров и месяц, с 4 апреля по 3 мая, в 1879 году. За 41 год он преподавал многие дисциплины: физико-математические науки и словесность в низшем отделении, историю церкви и соединенные с нею предметы, Священное Писание в выпускном классе, учение о пензенском расколе, греческий язык в 5-м классе почти весь учебный год «безмездно», всеобщую церковную историю, в связи с «выбытием наставника» тоже весь учебный год и в следующем году полгода, Священное Писание в 1-м классе. Преподавал он, как правило, «по собственным записям», то есть самостоятельно составляемым конспектам, что говорит о его работе с оригинальными текстами и источниками.
За долгую и беспорочную службу отец Иаков был награжден орденами св. Анны 3-й степени (1866) и 2-й степени (1875), св. Владимира 4-й степени. Последняя награда давала право на потомственное дворянство. 3 марта 1883 года Правительствующий Сенат утвердил постановление Пензенского дворянского собрания о причислении И. П. Бурлуцкого с женой и тремя детьми к дворянскому сословию и внесение его в 3-ю часть дворянской родословной книги Пензенской губернии.
По воспоминаниям современников, отец Иаков был деятельным, неравнодушным и незаурядным человеком. «Слово его было сильно, решительно и уместно. Цели у него были наперед определены, средства намечены; в достижении целей его отличали стойкость, последовательность и неуклонность; неудача, если она случалась, его не разочаровывала, энергия не ослабевала; терпеливо он дожидался момента, когда можно было начать дело снова, и он приводил его к концу, выбравши момент самый удобный. Взгляд на вещи у него был ясный, обдуманный теоретически и проверенный наблюдениями жизненными; знания его отличались многосторонностию. Его можно назвать даже в некотором смысле передовым человеком; нарождающиеся вопросы жизни его интересовали, кажется, более, чем кого-либо, и он прилагал к ним всю силу своего ума и энергии; отсюда он являлся всегда первым в каждом новом деле. Он поднимает вопрос об издании „Пензенских епархиальных ведомостей“, об образовании Общества вспомоществования духовенства Пензенской епархии, об Иннокентиевском братстве, о народных чтениях и проч. Это действительно был характер в полном смысле слова; в нем была и предприимчивость, и инициатива, и последовательность, и стойкость, и энергия. Но обладая этими качествами, он не шел, что называется, напролом; его отличали также осторожность и осмотрительность. Без дела он быть не мог, ему было скучно, он работал до последних минут своей жизни».
Но не все в этом служении было гладко. Молодому поколению студентов семинарии отец инспектор казался «само- и стародуром» в своих неуклонных требованиях дисциплины, ответственности и трудолюбия, преданности избранному пути. Только что поступивший в 1861 году в Московский университет В.О. Ключевский (время его учебы в Пензенской духовной семинарии – 1856–1860 годы) сочинил «Педагогические сцены», персонажами которых были Псих и Урлук, т.е. ректор семинарии архимандрит Евпсихий (Горенко) и инспектор протоиерей Иаков Бурлуцкий. Пьеса эта до нас не дошла, известен ее пересказ в письме Ключевского пензенскому другу П.П. Гвоздеву. 
Будущий великий историк попытался пристроить пьесу в столичные журналы, но там отказались ее печатать, судя по всему. Кстати, в пору учения Иакова Бурлуцкого в семинарии годом старше него шел отец историка Иосиф Ключевский. В отзывах студента-москвича сквозит юношеская самоуверенность и задиристость, и, вместе с тем, хорошо угадываются интонации заботящегося о нравственности воспитанников инспектора с его «душеспасительными примерами вместо церковной истории». «Изучай эту мумию, как памятник когда-то бывшего периода само- и стародуров. Ведь это уже отпетые, схороненные, изгнившие лица, – пишет в юношеском запале Ключевский о сорокадвухлетнем Якове Петровиче. – <…> Что им? Чем волнуются они? <… > Эх, брат! Как жаль, что мы слушали с тобой, да и не слушали даже, а просто зубрили какие-то подонки из скандалов святых отцов, а не развитие христианских идей в человечестве».

#### Пастырское служение
О священнической деятельности отца Иакова Бурлуцкого известно немного. В клировых ведомостях приводятся внешние факты: посвящен в протоиерея в 1849 году; череда наград и поощрений: архипастырские благословения, набедренник, скуфья, камилавка, — вплоть до наперсного золотого креста. В повседневной жизни были заботы о ремонте и благоукрашении храма, об окормлении паствы. Некоторое время в одном из помещений Николаевской церкви хранилась семинарская библиотека, которая тоже была предметом внимания настоятеля.
С первых лет иерейства отец Иаков несколько раз в год, «в черед», говорил проповеди собственного сочинения в Спасском кафедральном соборе. Это особая привилегия, и удостаивались ее совсем немногие священники. 17 декабря 1857 года отец Иаков Бурлуцкий был переведен из Никольской церкви в кафедральный собор младшим протоиереем. Но пробыл там только около месяца. По просьбам прихожан о любимом батюшке 30 января 1858 года возвращен опять в свою «родную» Никольскую церковь, где и прослужил до конца 1884 года.
Об искренней и глубокой вере и любви к Богу отца Иакова можно судить по его многочисленным речам, беседам, словам на церковные праздники, памятные дни, особые события, опубликованным в епархиальном журнале. Пензенское духовенство, современники отца протоиерея, признавали его несомненное превосходство в пастырских проповедях. Несмотря на множество общественных поручений как приходский священник отец Иаков всегда был доступен, готов во всякое время удовлетворить духовные нужды прихожан. В храмах, где он служил, устанавливались порядок, благоговение и благолепие службы. Отмечалось и благотворное воздействие его как приходского священника на паству.

#### Церковный краевед
Помимо службы в семинарии, священнического служения в Никольской церкви была еще и огромная общественная работа. Участие, всегда неформальное, во множестве комитетов, комиссий, обществ. Среди них, Бурлуцкий был членом историко-статистического епархиального комитета с 8 ноября 1855 по 1858 год. За статьи для комитета он получал даже благодарности от епархиальной власти. В 1885 избран казначеем Иннокентиевского братства Пресвятой Богородицы, им был написан Устав братства и пояснительная записка к нему.
О роли протоиерея Иакова Бурлуцкого в деле сохранения памяти и прославления святителя Иннокентия, первого пензенского святого, необходимо упомянуть особо. По сведениям Е. П. Белохвостикова, автора первой полной научной биографии святителя, именно Бурлуцкий начал вести в Спасском соборе записи о чудесах по молитвам к святителю Иннокентию. Осенью 1861 года он составил заметку о книге архимандрита Фотия «Сказание о житии и подвигах блаженного Иннокентия, епископа Пензенского и Саратовского», 1827 года, хранившейся в кафедральном соборе Пензы. Это единственный образец статьи Бурлуцкого в жанре критического очерка, с жестким профессиональным анализом, с глубоким знанием философской и богословской литературы, исторических обстоятельств и биографии самого святителя. В 1872 году профессор поместил свой разбор в епархиальном журнале. Наконец, отец Иаков произнес слово на праздновании 100-летнего юбилея пензенского епископа в 1884 году. Таким образом, на протяжении всей жизни церковный краевед сохранял интерес к памяти будущего святого.
Практически везде он был первопроходцем. Главные направления его исследований — статьи о трех первых пензенских иерархах: преосвященных Гаии (Такаове), Моисее (Близнецове-Платонове), Афанасии (Корчанове); цикл из 12 статей, опубликованных в 1870—1871 годах об особо чтимых в Пензенской епархии иконах (по уездам); около 20 статей разнообразной тематики связаны с местным расколом: об истории, догматике и практике раскольников, распространении по селам и уездам епархии. Причиной появления статей явилось назначение отца Иакова в 1869 году членом комитета для разбора архива консистории. Статьи были напечатаны позже отдельным изданием как методическое пособие к курсу, преподаваемому в Пензенской духовной семинарии.
Нельзя не обратить внимание на некрологи и надгробные слова, во множестве написанные Бурлуцким о своих коллегах, преподавателях Пензенской семинарии и священниках, характеризующие его как человека глубоко порядочного, отзывчивого и благодарного. Будь то старейшина преподавательской корпорации семинарии В. М. Мерцалов, или совсем молодой, едва начавший деятельность и умерший от чахотки И. И. Востоков — для всех инспектор находит добрые проникновенные слова, умеет подвести достойный итог деятельности ушедшего. Сюда же можно отнести его воспоминания и статьи о видных пензенских пастырях (протоиереях А. Л. Овсове, Ф. П. Островидове, А. П. Смирнове и др.). Теперь эти материалы являются одним из достоверных источников к истории семинарии и пензенского духовенства.
Интерес протоиерея Иакова Бурлуцкого к истории епархии ярко выразился во время его редактирования «Пензенских епархиальных ведомостей».

#### Работа в «Пензенских епархиальных ведомостях»
Главное место среди его общественных занятий занимает учреждение и редактирование епархиального журнала. В 1865 году отец Иаков вошел к преосвященному Антонию I (Смолину) c прошением об исходатайствовании ему разрешения Святейшего Синода на издание «Пензенских епархиальных ведомостей» по составленной им программе. Владыка Антоний, находя, что «предприятие протоиерея Бурлуцкого будет в значительной степени полезно как для епархиального управления, так и для духовенства Пензенской епархии», принял на себя ходатайство пред Святейшим Синодом о благословении на издание «Ведомостей». Разрешение последовало 5 ноября 1865 года, от этой даты начался отсчет редакторства протоиерея И. П. Бурлуцкого. С 1 января 1866 года вплоть до 1917 года «Ведомости» издавались без перерыва.
Неофициальная часть «Ведомостей» в первые 4 года издания (по 1869 год включительно) имела двух редакторов, затем 5,5 лет (до половины 1875 года) одного, потом опять двух. В августе 1868 года Бурлуцкий был уволен от заведывания редакцией, но с ноября 1869 года редакция снова перешла к нему, и с этого времени он вел дело уже один. В 1872 году общеепархиальный съезд духовенства ходатайствовал пред епархиальным начальством о передаче «Ведомостей» в ведение всей семинарской корпорации. Удовлетворив это ходатайство, бывший в то время преосвященный Григорий назначил редактором ведомостей ректора семинарии архимандрита Симеона (Линькова), а Бурлуцкий в 1873 году был уже окончательно уволен от редакторства, но не переставал помещать в журнале статьи.
Журнал задумывался протоиереем Иаковом Бурлуцким в помощь епархиальному духовенству, и имел своею ближайшей целью служить ему, с одной стороны, церковно-юридическим, с другой — религиозно-просветительным органом и руководством в его жизни и служении. В обращении к пензенскому духовенству в первом номере журнала, редактор писал, что издание призвано помочь «пастырям церкви и их сотрудникам и сослужителям не оставаться в неведении всего, что делается на Святой Руси, и не быть действительно сословием отсталым и невежественным, как нередко честят их люди недоброжелательные. Им необходимо иметь литературный орган, который бы, проникая во все веси и деревни, разносил во все концы епархии современные идеи жизни религиозной, умственной, нравственной и общественной».
Соответственно с такими направлениями «Ведомости» состояли из двух частей, официальной и неофициальной. В официальной части сообщались все распоряжения и известия, касающиеся духовенства вообще и епархиального в особенности. Изданием официальной части редакция оказывала большую услугу консистории и духовенству. Преимущественное же внимание редакция обращала на часть неофициальную, для которой сама составляла материал. В итоге 25-летней деятельности выяснилось, что в неофициальной части «Ведомости» не только выполняли свою программу, составленную первым редактором, но некоторые отделы значительно расширили, причем, при его же участии. В общем своем виде они служили, с одной стороны, для помощи пензенскому пастырству в его жизни и служении, с другой — собиранию и разработке материалов для истории местной епархии.
По подсчетам Н. К. Смирнова, редактора неофициальной части «Ведомостей», Бурлуцкий поместил в епархиальном печатном органе 65 проповедей и 50 статей. Надо сказать, что наставники семинарии начали помещать свои статьи в журнале преимущественно с 1873 года, когда «Ведомости», по желанию духовенства, перешли в ведение семинарской корпорации. До того времени в течение 7 лет, если не считать статей инспектора семинарии Бурлуцкого, бывшего редактором, на страницах «Ведомостей» помещено было только 7 преподавательских статей, то есть отец Иаков был чуть ли не единственным представителем семинарии, писавшим в «Пензенские епархиальные ведомости» в первые годы существования журнала.
В последнем номере ведомостей за 1872 редактор неофициальной части попрощался с читателями, известив, что с нового года издание «Ведомостей» переходит к корпорации семинарских преподавателей. Пожелав «преуспеяния во всех делах» пензенскому духовенству, отец Иаков обращает особое внимание на необходимость женского православного образования и состояние Пензенского женского епархиального училища.
Последней публикацией протоиерея Бурлуцкого в журнале было «Поучение при окончании курса училища девиц духовного звания», произнесенное им на выпускном акте в Пензенском епархиальном женском училище в июне 1886 года.

#### Частная жизнь
Супруга И. П. Бурлуцкого Мария была дочерью протоиерея Нижегородской Космодамианской церкви Петра Ивановича Морева, десятью годами моложе мужа. Мария Петровна приходилась племянницей епископу Пензенскому и Саранскому Амвросию II (Мореву; годы пребывания на пензенской кафедре: 1835—1854), который принял большое участие в ее судьбе. Ее отец умер, когда девочке было три года. Ее мать, оставшись без средств с пятью малолетними детьми, вынуждена была жить с тремя дочерьми в женском монастыре, куда ее определил в ту пору Нижегородский архиерей Амвросий, взявший двух племянников к себе. Видимо, после перемещения владыки Амвросия в Пензу за ним последовала и Татьяна Гурьевна с детьми. В 1840 году она подписала купчую на каменный двухэтажный дом в Пензе на углу улиц Троицкой и Пушкарской, где и поселилась (не сохранился).
Женился Бурлуцкий в 1848 году, перед рукоположением во священника, и более десяти лет прожил в этом доме. В 1864 году он уже имеет собственный каменный дом на Лекарской улице, где и живет со своим семейством, включая тещу (она умерла в 1868 году). Первая дочь Анна родилась в 1851 году. Затем в 1853 году появилась на свет Татьяна. Но в формуляре на 1855 год она вычеркнута и больше никогда не упоминается.
Следующий ребенок в семье, сын Сергей, родился после длительного перерыва, в 1860 году. Затем появились на свет Александр в 1863 году, Антонина в 1866 году и опять через большой перерыв Валентина в 1874 году. Валентина в более поздних документах не упоминается, и к дворянству ее в 1882 году вместе с Сергеем, Александром и Антониной не причисляют. Самая старшая Анна к этому времени уже вышла замуж за инспектора псковской семинарии.
После ухода из семинарии Иаков Петрович недолго служил настоятелем Петропавловской церкви (с января 1885 года), председателем Совета епархиального женского училища и Попечительского совета женской прогимназии. В последние два года жизни он перенес два тяжких недуга, доставлявших ему много физических страданий. Умер он на шестьдесят восьмом году жизни ночью 27 сентября (за 15 минут до полуночи) 1886 года и похоронен на кладбище Спасо-Преображенского монастыря. Могила его не сохранилась. Не сохранились ни одна из трех церквей, в которых служил отец Иаков, ни один дом на Троицкой (ныне ул. Кирова) и Лекарской (ныне ул. Володарского), в которых он жил. В Пензе И. П. Бурлуцкого помнят старое здание семинарии (ул. Кирова, 17, ныне госпиталь), здание духовного училища (ул. Чкалова, 56, ныне факультет стоматологии Медицинского института ПГУ), где после пожара 1858 года около десяти лет располагалась семинария.